# Ocellularia eurychades
Ocellularia eurychades är en lavart som först beskrevs av August von Krempelhuber och som fick sitt nu gällande namn av Madhav Balkrishna Nagarkar och Mason Ellsworth Hale 1989. 
Ocellularia eurychades ingår i släktet Ocellularia och familjen Thelotremataceae. Inga underarter finns listade i Catalogue of Life.